# Stenotarsus affinis
Stenotarsus affinis es una especie de coleóptero de la familia Endomychidae.

## Distribución geográfica
Habita en Nueva Guinea.